# Nati nel 1743
| Questa pagina contiene informazioni ricavate automaticamente dalle voci biografiche con l'ausilio del template Bio e di un bot. L'aggiornamento è periodico e automatico e ricostruisce completamente la pagina. Se manca una persona in questa lista, sei pregato di non aggiungerla, ma accertati piuttosto che la sua voce biografica contenga il template Bio e che i dati anagrafici siano correttamente compilati. Se il template Bio manca, inseriscilo tu stesso o, in alternativa, metti l'avviso {{tmp\|Bio}} che ne segnala la mancanza. Se i dati riportati sono sbagliati, correggi direttamente la voce biografica; le modifiche saranno visibili in questa lista entro pochi giorni. Per chiarimenti vedi il progetto biografie. La lista contiene solo le 160 persone che sono citate nell'enciclopedia e per le quali è stato implementato correttamente il template Bio. Pagina aggiornata al 18 mag 2025. |

## Gennaio(9)
- 3 gennaio - Joseph-Benoît Suvée, pittore belga († 1807)
- 5 gennaio - Karl Heinrich di Nassau-Siegen, avventuriero e ufficiale francese († 1808)
- 7 gennaio - Francesco Conforti, presbitero, teologo e giurista italiano († 1799)
- 13 gennaio - Caroline Russell, nobildonna inglese († 1811)
- 18 gennaio - Louis Claude de Saint-Martin, filosofo francese († 1803)
- 20 gennaio - Tommaso Napoli, storico italiano († 1825)
- 24 gennaio - Anne Luttrell, nobildonna irlandese († 1808)
- 24 gennaio - Paolo Giuseppe Solaro, cardinale e vescovo cattolico italiano († 1824)
- 25 gennaio - Friedrich Heinrich Jacobi, filosofo tedesco († 1819)

## Febbraio(13)
- 1º febbraio - Johan Christopher Toll, militare e diplomatico svedese († 1817)
- 3 febbraio - Joseph Konrad von Schroffenberg, vescovo cattolico tedesco († 1803)
- 8 febbraio - Louis-Auguste-Philippe d'Affry, militare e politico svizzero († 1810)
- 12 febbraio - Francis Ingram-Seymour-Conway, II marchese di Hertford, nobile e politico britannico († 1822)
- 13 febbraio - Joseph Banks, naturalista inglese († 1820)
- 13 febbraio - Liévin-Bonaventure Proyart, scrittore e abate francese († 1808)
- 17 febbraio - François Cacault, diplomatico, politico e collezionista d'arte francese († 1805)
- 17 febbraio - Saverio Landolina, archeologo italiano († 1814)
- 19 febbraio - Luigi Boccherini, compositore e violoncellista italiano († 1805)
- 20 febbraio - James Gandon, architetto irlandese († 1823)
- 23 febbraio - Carlo Verri, prefetto e politico italiano († 1823)
- 28 febbraio - René Just Haüy, mineralogista, cristallografo e religioso francese († 1822)
- 28 febbraio - Carolina d'Orange-Nassau, principessa († 1787)

## Marzo(10)
- 4 marzo - Salomone Fiorentino, poeta italiano († 1815)
- 4 marzo - Charles-François-Joseph Pisani de La Gaude, vescovo cattolico francese († 1826)
- 4 marzo - Hieronim Janusz Sanguszko, nobile e generale polacco († 1812)
- 5 marzo - Jean-Simon Berthélemy, pittore francese († 1811)
- 14 marzo - Hannah Cowley, drammaturga inglese († 1809)
- 17 marzo - Jean-Baptiste Grosier, orientalista francese († 1823)
- 17 marzo - Johann Georg Meusel, bibliografo e lessicografo tedesco († 1820)
- 20 marzo - William Harcourt, III conte Harcourt, nobile e militare inglese († 1830)
- 28 marzo - Ekaterina Romanovna Voroncova, scrittrice russa († 1810)
- 30 marzo - Diego Giuseppe da Cadice, presbitero spagnolo († 1801)

## Aprile(8)
- 1º aprile - Edward Pakenham, II barone di Longford, ufficiale irlandese († 1792)
- 3 aprile - Sofia Carlotta di Anhalt-Bernburg-Schaumburg-Hoym, nobile († 1781)
- 7 aprile - Madame Vestris, attrice teatrale francese († 1804)
- 9 aprile - Felice Lioy, avvocato e politico italiano († 1826)
- 13 aprile - Thomas Jefferson, politico, scienziato e architetto statunitense († 1826)
- 13 aprile - Gioacchino Pessuti, matematico e politico italiano († 1814)
- 13 aprile - Anna Michajlovna Voroncova, nobildonna russa († 1769)
- 20 aprile - Christoph Leontievič Euler, generale e nobile tedesco († 1808)

## Maggio(10)
- 5 maggio - Evdokija Borisovna Jusupova, nobildonna russa († 1780)
- 8 maggio - Gaspare Luigi Cassola, gesuita, filosofo e traduttore italiano († 1809)
- 14 maggio - Richard Earlom, incisore e pittore inglese († 1822)
- 14 maggio - Louis le Bègue du Presle Duportail, politico, generale e nobile francese († 1802)
- 20 maggio - Toussaint Louverture, rivoluzionario haitiano († 1803)
- 20 maggio - Jules César Denis van Loo, pittore francese († 1821)
- 24 maggio - Jean-Paul Marat, politico, medico e giornalista francese († 1793)
- 25 maggio - Georg Christian Unger, architetto tedesco († 1799)
- 26 maggio - Giuseppe De Conti, storico e scrittore italiano († 1817)
- 28 maggio - Johann David Wyss, scrittore e pastore protestante svizzero († 1818)

## Giugno(18)
- 2 giugno - Giambattista Boetti, condottiero italiano († 1798)
- 2 giugno - Cagliostro, avventuriero italiano († 1795)
- 2 giugno - Giuseppe Serventi, medico, banchiere e imprenditore italiano († 1826)
- 3 giugno - José Fernando de Abascal y Sousa, generale spagnolo († 1821)
- 3 giugno - Lucia Galeazzi Galvani, scienziata italiana († 1790)
- 3 giugno - Guglielmo I d'Assia-Kassel, sovrano tedesco († 1821)
- 4 giugno - Jean-Baptiste Rondelet, architetto francese († 1829)
- 6 giugno - Charles Gabriel Lemonnier, pittore francese († 1824)
- 10 giugno - Willem Jacob Herreyns, pittore fiammingo († 1827)
- 10 giugno - Francesco Soave, filosofo, traduttore e docente svizzero († 1806)
- 18 giugno - Ignazio Gaetano Boncompagni Ludovisi, cardinale italiano († 1790)
- 18 giugno - Alexander Gordon, IV duca di Gordon, nobile e politico scozzese († 1827)
- 19 giugno - Antonio Lamberto Rusconi, cardinale e vescovo cattolico italiano († 1825)
- 20 giugno - Anna Laetitia Barbauld, scrittrice britannica († 1825)
- 22 giugno - Giovanni Rinuccini, cardinale italiano († 1801)
- 23 giugno - Ekaterina Petrovna Šuvalova, nobildonna russa († 1817)
- 27 giugno - Pavel Sergeevič Potëmkin, generale russo († 1796)
- 29 giugno - Adolfo d'Assia-Philippsthal-Barchfeld, nobile († 1803)

## Luglio(6)
- 8 luglio - Vladimir Grigor'evič Orlov, generale russo († 1831)
- 8 luglio - Henry Swinburne, scrittore e viaggiatore britannico († 1803)
- 13 luglio - Anton Maria Fineschi, agronomo e giurista italiano († 1803)
- 14 luglio - Gavriil Romanovič Deržavin, poeta, scrittore e drammaturgo russo († 1816)
- 14 luglio - William Paley, filosofo e teologo inglese († 1805)
- 29 luglio - Friedrich Karl zu Löwenstein-Wertheim-Freudenberg, principe e politico tedesco († 1825)

## Agosto(8)
- 5 agosto - Carlo Lodovico Morozzo, chimico e naturalista italiano († 1804)
- 7 agosto - Rocco Bovi, scienziato italiano († 1831)
- 13 agosto - Maria Elisabetta d'Asburgo-Lorena, badessa († 1808)
- 15 agosto - Thomas Henderson, politico statunitense († 1824)
- 17 agosto - Eberhard August Wilhelm von Zimmermann, geografo e zoologo tedesco († 1815)
- 19 agosto - Marie-Jeanne Bécu, contessa du Barry, nobile francese († 1793)
- 24 agosto - Federico Manfredini, politico italiano († 1829)
- 26 agosto - Antoine-Laurent de Lavoisier, chimico, biologo e filosofo francese († 1794)

## Settembre(14)
- 9 settembre - Johann Jacob Ferber, mineralogista svedese († 1790)
- 10 settembre - Francesco Maria d'Este, vescovo cattolico italiano († 1821)
- 10 settembre - Anne Emmanuel de Croÿ, nobile († 1803)
- 11 settembre - Nicolai Abraham Abildgaard, pittore danese († 1809)
- 13 settembre - Antoine-Alexis Cadet de Vaux, chimico, farmacista e agronomo francese († 1828)
- 15 settembre - Camillo Morigia, architetto e nobile italiano († 1795)
- 17 settembre - Nicolas de Condorcet, matematico, economista e filosofo francese († 1794)
- 23 settembre - Pompeo Baldasseroni, avvocato e giurista italiano († 1807)
- 23 settembre - Charles Combe, medico e numismatico britannico († 1817)
- 25 settembre - François Thomas Galbaud-Dufort, generale francese († 1801)
- 29 settembre - Antonio Cagnoli, astronomo, matematico e diplomatico italiano († 1816)
- 29 settembre - Michele Lenti, pittore italiano († 1831)
- 30 settembre - Jerónimo Francisco de Lima, compositore portoghese († 1822)
- 30 settembre - Christian Ehregott Weinlig, compositore e direttore di coro tedesco († 1813)

## Ottobre(6)
- 5 ottobre - Louis Genty, teologo e religioso francese († 1817)
- 16 ottobre - Anna Davia, cantante lirica italiana († 1810)
- 20 ottobre - François Chopart, chirurgo francese († 1795)
- 25 ottobre - Federico Carlo Augusto di Waldeck e Pyrmont, sovrano tedesco († 1812)
- 28 ottobre - Vincenzo di Sangro, nobile italiano († 1790)
- 31 ottobre - Vittorio Amedeo II di Savoia-Carignano, nobile italiano († 1780)

## Novembre(11)
- 1º novembre - Johann Friedrich Wilhelm Herbst, naturalista e entomologo tedesco († 1807)
- 4 novembre - Daniel Lescallier, politico francese († 1822)
- 8 novembre - Johann Christian Ludwig Hellwig, entomologo e autore di giochi tedesco († 1831)
- 11 novembre - Carl Peter Thunberg, botanico e entomologo svedese († 1828)
- 16 novembre - Jacques-Charles de Fitz-James, generale francese († 1805)
- 23 novembre - Théophile-Malo de La Tour d'Auvergne-Corret, militare e storico francese († 1800)
- 25 novembre - Giuseppe Maria Galanti, economista, storico e politico italiano († 1806)
- 25 novembre - Guglielmo Enrico di Hannover, nobile inglese († 1805)
- 25 novembre - Giovanni Battista Zauli, cardinale italiano († 1819)
- 29 novembre - Andrea Vici, architetto italiano († 1817)
- 29 novembre - Jean-François Vonck, politico e avvocato fiammingo († 1792)

## Dicembre(10)
- 1º dicembre - Martin Heinrich Klaproth, chimico tedesco († 1817)
- 2 dicembre - Francesco Saverio Maria Bianchi, presbitero italiano († 1815)
- 3 dicembre - Luigi Pianazzi, vescovo cattolico e missionario italiano († 1802)
- 5 dicembre - Louisa Lennox, nobildonna inglese († 1821)
- 7 dicembre - Johann Joachim Eschenburg, critico letterario e storico tedesco († 1820)
- 11 dicembre - Bernhard Erasmus von Deroy, nobile e generale tedesco († 1812)
- 23 dicembre - Claude-Emmanuel Dobsen, magistrato e rivoluzionario francese († 1822)
- 27 dicembre - Marie-Madeleine Guimard, danzatrice francese († 1816)
- 28 dicembre - Victoire Armande Josèphe de Rohan-Soubise, nobile francese († 1807)
- 30 dicembre - Eugène-Guillaume Argenteau, generale austriaco († 1819)

## Senza giorno specificato(37)
- Etta Palm d'Aelders, attivista olandese († 1799)
- Amram ben Diwan, rabbino marocchino († 1782)
- Sof'ja Osipovna Apraksina, nobildonna russa
- Antonio Giuseppe Arriu, teologo italiano († 1816)
- Parsegh Bedros IV Avkadian († 1788)
- Raphael Isaiah Azulai, rabbino italiano († 1830)
- Carl Ludwig Bachmann, gambista e liutaio tedesco († 1809)
- Matteo Barbieri, presbitero e matematico italiano († 1789)
- Giuseppe Basta, presbitero, giurista e scrittore italiano († 1819)
- Juan Francisco de la Bodega y Quadra, militare, esploratore e navigatore peruviano († 1794)
- Louis-Simon Boizot, scultore francese († 1809)
- Joseph Brant, politico e condottiero nativo americano († 1807)
- Francesco Bussani, basso italiano
- Antonio Carpaccio, storico italiano († 1817)
- Edmund Cartwright, inventore britannico († 1823)
- Michail Dmitrievič Čulkov, scrittore russo († 1793)
- Giovanni David, pittore e incisore italiano († 1790)
- Louis Jean Desprez, pittore e architetto francese († 1804)
- Johannes Ewald, drammaturgo danese († 1781)
- Andrea Favi, compositore e organista italiano († 1822)
- Angelo Gagliano da Mazzarino, ebanista e religioso italiano († 1809)
- Giacca Blu, nativo americano († 1810)
- Ferdinando Gregori, incisore italiano († 1804)
- Isidore Stanislas Helman, incisore francese
- Timothy Lane, scienziato britannico († 1807)
- Carmelo Moncada Oneto, nobile, politico e militare italiano († 1830)
- Jean-Laurent Mosnier, pittore e miniaturista francese († 1808)
- Vasilij Stepanovič Popov, generale russo († 1822)
- Jean-Moisé Pouzait, orologiaio svizzero († 1793)
- David Roentgen, ebanista tedesco († 1807)
- Thomas-Marie Royou, giornalista francese († 1792)
- Safranbolulu Izzet Mehmet Pascià, politico ottomano († 1812)
- Giuseppe Sbravati, scultore italiano († 1818)
- Marmaduke Tunstall, ornitologo, botanico e naturalista britannico († 1790)
- Josef Winterhalder, pittore tedesco († 1807)
- Mohammad Kanzul Alam, sovrano bruneiano († 1829)
- Jacob van der Aa, pittore olandese († 1776)